# Heinrich Christian Burckhardt

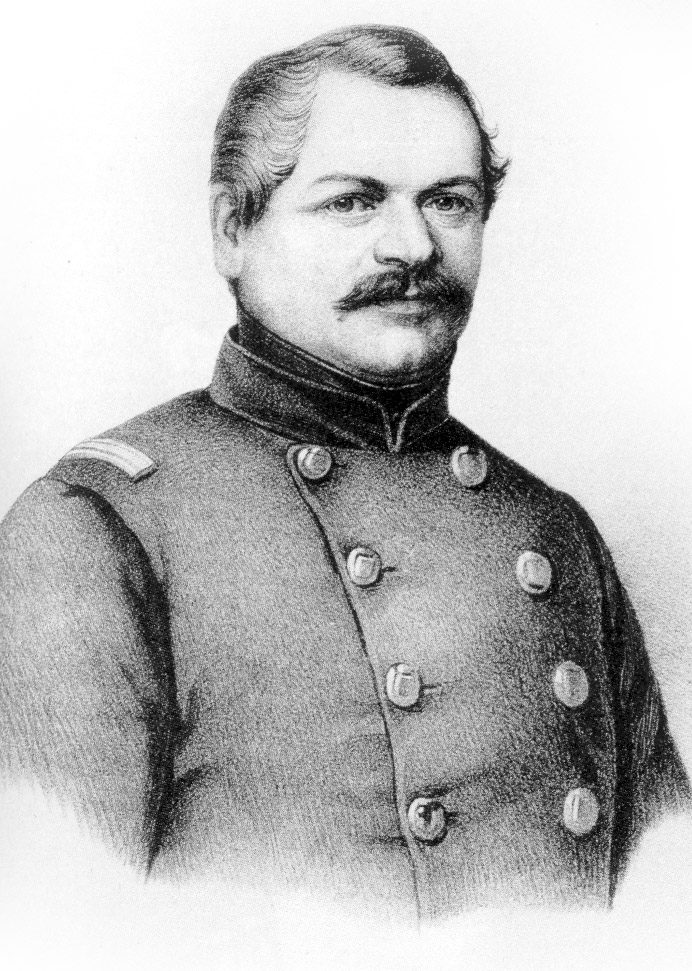
Heinrich Christian Burckhardt

Heinrich Christian Burckhardt (* 26. Februar 1811 in Adelebsen; † 14. Dezember 1879 in Hannover) war ein bedeutender deutscher Forstmann des 19. Jahrhunderts, der durch sein Wirken und seine Veröffentlichungen das Forstwesen und den Waldbau der damaligen Zeit prägte. Er war Leiter der Forstverwaltung des Königreichs Hannover und nach der späteren Annexion durch Preußen der preußischen Provinz Hannover.

## Leben und Wirken

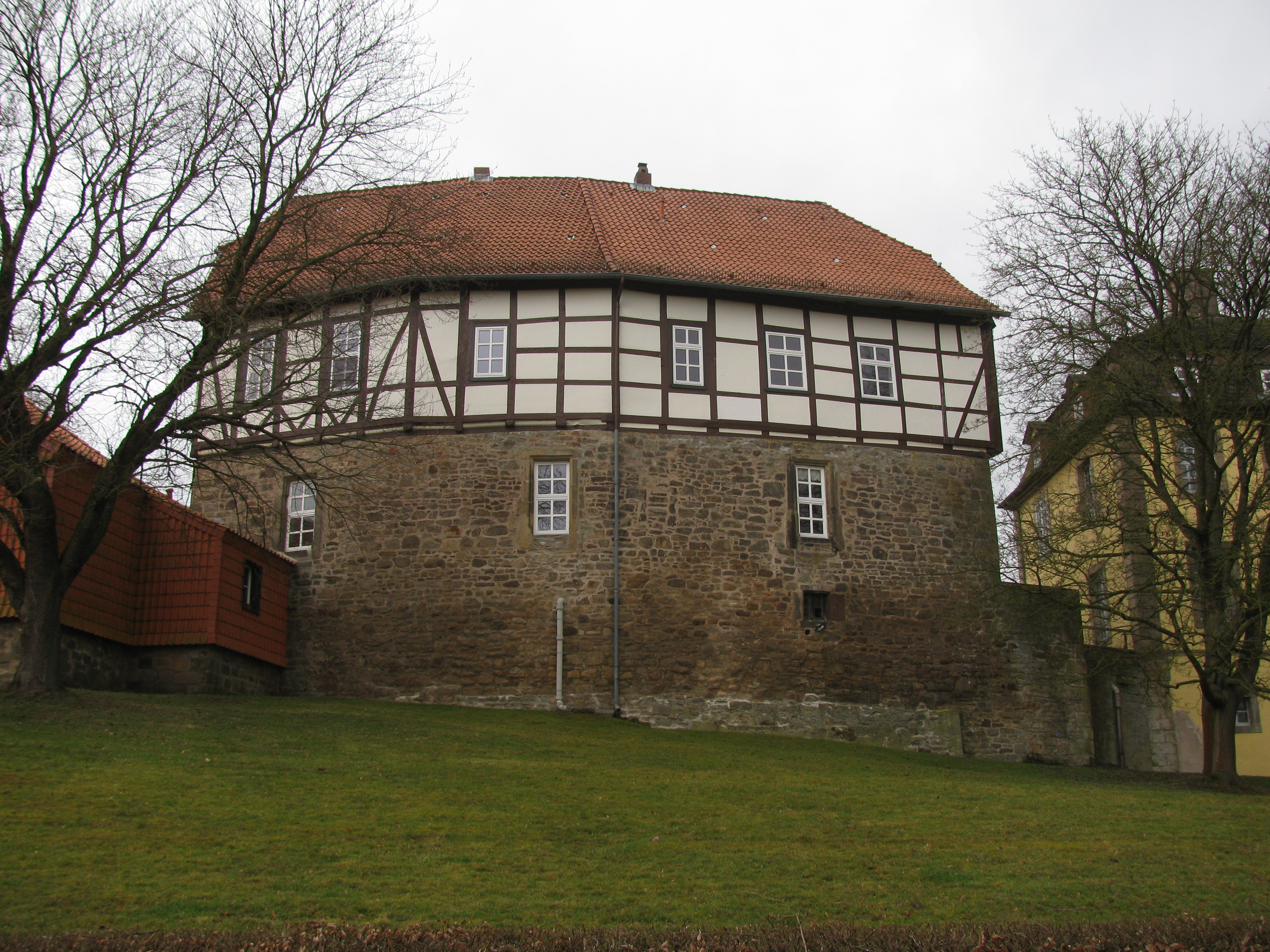
Geburtshaus auf der Burg Adelebsen

Heinrich Christian Burckhardt wurde am 26. Februar 1811 auf der Burg Adelebsen am Südrande des Sollings geboren. Sein Vater war als Reitender Förster beim Freiherrn von Adelebsen angestellt, für den er die Wälder bewirtschaftete und dazu eine kleine Dienstwohnung auf der Burg bewohnte.
Durch den Beruf seines Vaters geprägt, begann Burckhardt mit 15 Jahren eine praktische Forstlehre beim Reitenden Förster Brauns im Ertinghäuser Revier in der Nähe von Hardegsen. 1828 wurde er als hannoverscher Feldjäger vereidigt. Statt anschließend, wie für junge Forstmänner üblich, die zum Königreich Hannover gehörende Forstschule in Clausthal zu besuchen, entschied er sich, an die Universität in Göttingen zu gehen, wo er sich am 29. Oktober 1831 einschrieb, um in erster Linie Mathematik und Naturwissenschaften zu studieren. Er musste jedoch das Studium bereits nach zwei Semestern wegen Geldmangels wieder abbrechen.
Nachdem er für den Nörtener Oberförster als Hilfskraft für Vermessungs- und Taxationsarbeiten gearbeitet hatte, wurde er durch die Königlich Hannoversche Domänenverwaltung als Hilfsjäger nach Westerhof am Harzrand beordert. Im Alter von 23 Jahren übernahm er von seinem Vater die Forstverwaltung in Adelebsen, bekam allerdings nur 3/4 des Gehalts. 1835 heiratete er Charlotte Wilhelmine Bornträger, die Tochter eines Schankmeisters. Das Ehepaar bekam drei Söhne und eine Tochter.

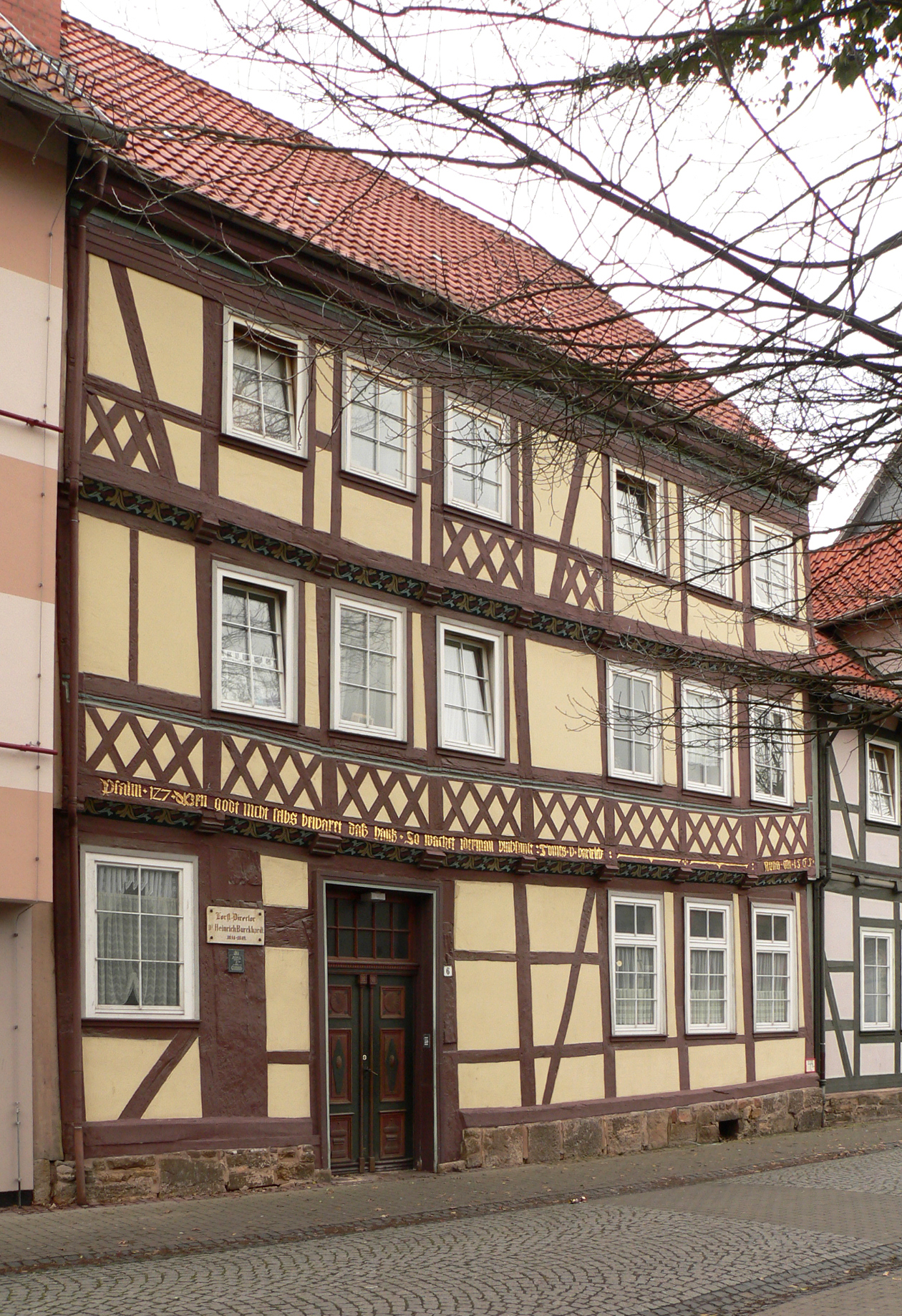
Wohnhaus von Heinrich Christian Burckhardt in Hannoversch Münden von 1844 bis 1849, heute „Burckhardthaus“

1836 wurde Burckhardt Königlich Hannoverscher Unterförster in Bühren. Diese Stelle war schlechter bezahlt als seine vorherige, bot ihm aber Aufstiegsmöglichkeiten. 1844 wurde er nach Hannoversch Münden versetzt. Dort übernahm er als Reitender Förster die Leitung des Reviers Kattenbühl. Außerdem wurde er als Lehrer an der Forstschule Hannoversch Münden tätig, die von Clausthal hierher verlegt wurde. Sie wurde allerdings 1849 durch bedeutende Änderungen in der hannoverschen Forstorganisation aufgelöst.
1849 wurde Burckhardt als forstliches Mitglied in die Domänenkammer nach Hannover versetzt. Nachdem der Leiter des Forstdepartments in Hannover, Johann Christian von Düring, 1851 in den Ruhestand getreten und das Amt zwei Jahre vakant geblieben war, wurde Burckhardt 1853 faktisch der Nachfolger und somit erster bürgerlicher Leiter der Forstverwaltung des Königreichs Hannover. Als die Domänenkammer 1858 abgeschafft wurde, ernannte man ihn zum Forstdirektor und Generalsekretär für Forsten im Finanzministerium. Nach der Annexion Hannovers 1866 durch Preußen war Burckhardt für die Forstverwaltung der preußischen Provinz Hannover verantwortlich. Den Ruf in die Zentrale der preußischen Forstverwaltung in Berlin lehnte er ab.
Auf sein Bitten wurde 1878 eine Stiftung zur Unterstützung in Not geratener Forstbeamten und deren Hinterbliebenen gegründet, die nach ihm „Burckhardt-Stiftung“ genannt wurde und heute „Burckhardt-Stiftung der grünen Farbe“ heißt. Da sich die soziale Absicherung der Forstleute jedoch deutlich gebessert hat, fließen die Erträge aus der Stiftung heute überwiegend in die forstliche Ausbildung und Forschung.
Am 7. Dezember 1879 erlitt Burckhardt bei der Arbeit am Schreibtisch einen Schlaganfall, an dessen Folgen er sieben Tage später am 14. Dezember 1879 verstarb.

## Grabmal

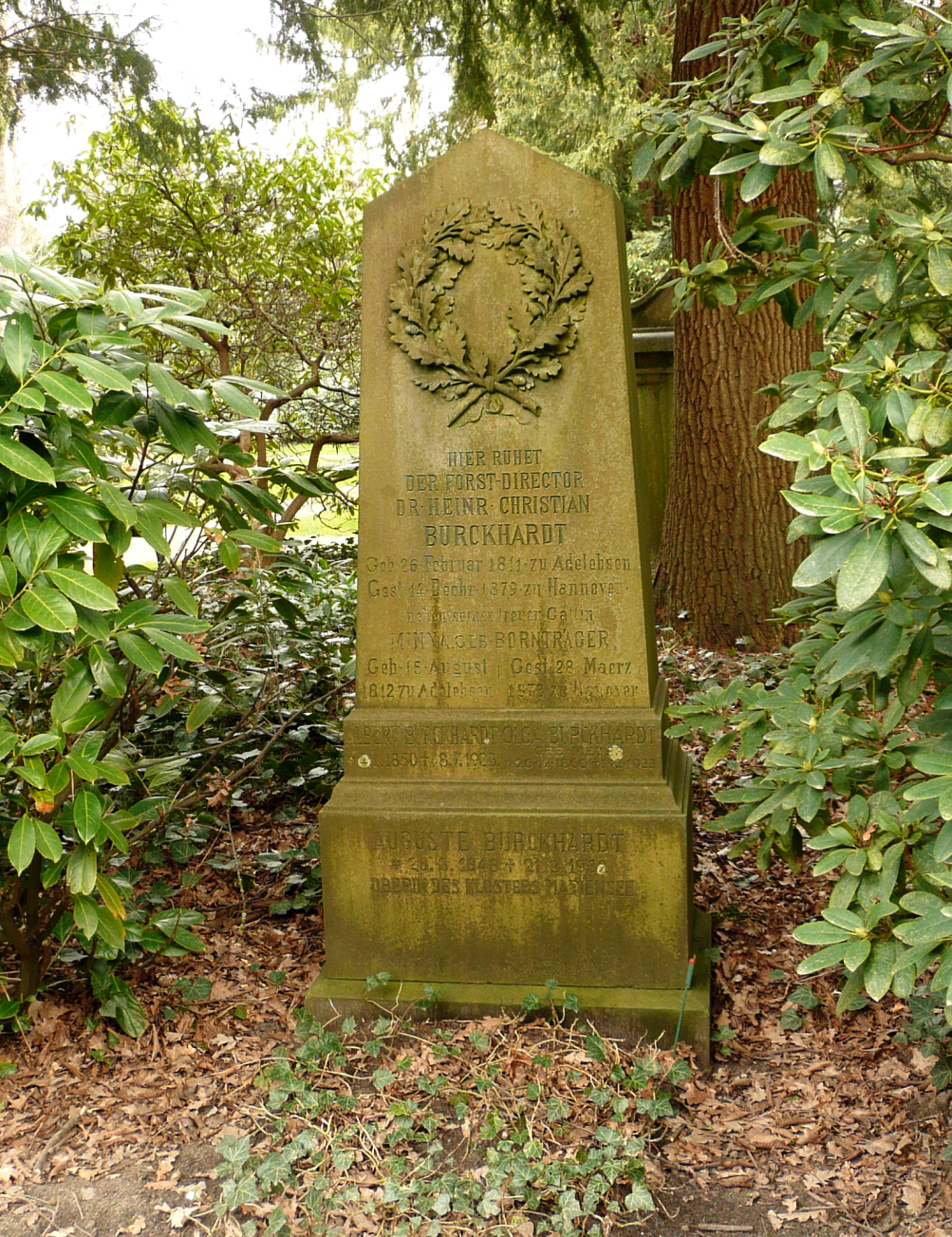
Grab auf dem Stadtfriedhof Engesohde

Das Grabmal von Heinrich Burckhardt befindet sich auf dem Stadtfriedhof Engesohde in Hannover, Abteilung 13, Grabnummer 30.

## Leistungen
Burckhardts Bedeutung ist vor allem in seiner Lehrtätigkeit in Hannoversch Münden sowie in seiner Funktion als Organisator der Hannoverschen Forstverwaltung – damals der drittgrößten Deutschlands – zu sehen. Unter ihm wurde das Revierförster-System eingeführt. Wegweisend hierbei war die Arbeitsteilung im Forstbetrieb durch Trennung der höheren von einer technischen Forstlaufbahn. Der neu eingeführte Revierförster war für die praktischen Arbeiten im Betriebsvollzug zuständig, während der leitende Forstmeister sich in erster Linie um die wirtschaftlichen und verwaltungstechnischen Aufgaben zu kümmern hatte. Später wurde dieses System auch als hannoversches Revierförstersystem bezeichnet.
Außerdem entwarf Burckhardt zahlreiche Gesetze vor allem zur Ablösung von Weide- und Streunutzungsrechten im Wald. Weiter ist es ihm zu verdanken, dass ab 1860 in großem Umfang unter anderem in der Lüneburger Heide und in der Grafschaft Lingen Öd- und Heideland aufgeforstet wurde. Diese ehemals landwirtschaftlichen Flächen waren durch intensive Nutzung devastiert und brachten keine Erträge mehr. Die neu geschaffenen Wälder waren zwar nicht besonders ertragreich, führten aber im Laufe der Zeit dazu, dass sich die Böden erholen konnten.

## Ehrungen

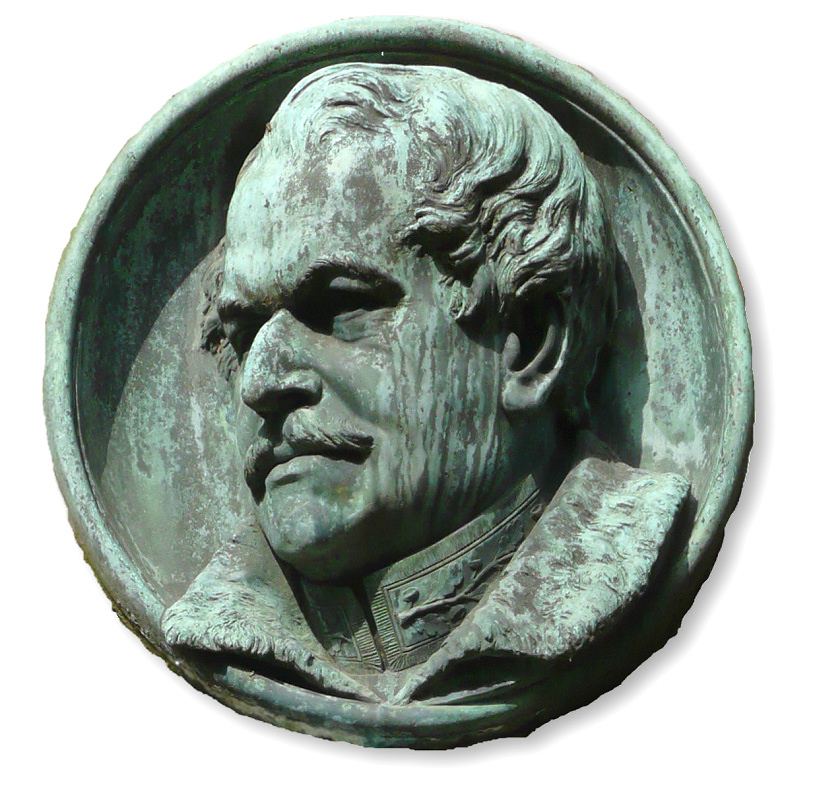
Portrait-Medaillon auf dem Denkmal in der Eilenriede in Hannover

Burckhardt erhielt zahlreiche Auszeichnungen und Orden, darunter 1872 die Ehrendoktorwürde der Staatswissenschaftlichen Fakultät der Ludwig-Maximilians-Universität München, 1878 die Ehrendoktorwürde der Juristischen Fakultät der Georg-August-Universität Göttingen und am 19. November 1878 die Ehrenbürgerwürde der Stadt Hannoversch Münden, anlässlich seines 50-jährigen Dienstjubiläums.
Die Forstliche Fakultät der Georg-August-Universität Göttingen verlieh die Heinrich-Christian-Burckhardt-Medaille, um Persönlichkeiten zu ehren, „die sich um die Forstwissenschaft, um ihre praktische Auswirkung, sowie um Förderung der Forstlichen Fakultät in Forschung und Lehre besonders verdient gemacht haben. Der Name Heinrich Christian Burckhardts soll den Geist der Verbundenheit der zu ehrenden Persönlichkeiten mit der Forstlichen Fakultät in Hannoversch Münden in besonderer Weise zum Ausdruck bringen“. Die enge Verbindung der Forstlichen Fakultät mit Burckhardt ist darin zu sehen, dass 1868 unter anderem auf Betreiben Burckhardts in Hannoversch Münden die Königlich Preußische Forstakademie Hannoversch Münden gegründet wurde. 1922 wurde die Umbenennung in Forstliche Hochschule mit Rektoratsverfassung, Promotionsrecht, Habilitations- und Berufungsrecht beschlossen und am 3. Mai 1923 proklamiert. Am 6. Mai 1939 wurde sie der Forstlichen Fakultät der Georg-August-Universität Göttingen eingegliedert und zum Wintersemester 1970/1971 nach Göttingen verlegt. Seit 1954 sind 39 Personen mit der Medaille ausgezeichnet worden.

## Denkmäler

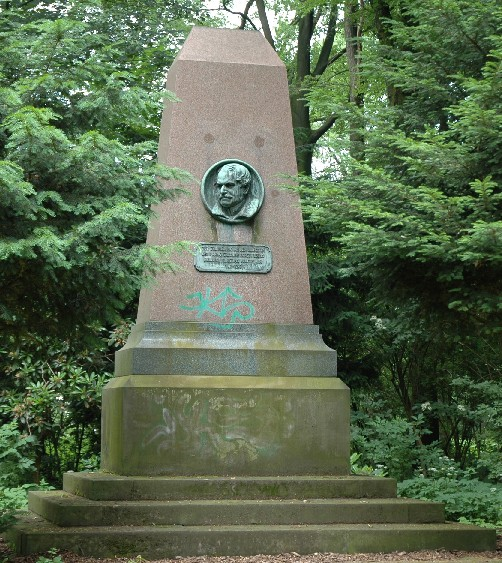
Burckhardt-Denkmal in der Eilenriede in Hannover

- Sein Heimatort Adelebsen hat sowohl eine Straße als auch 1986 zu seinem 175. Geburtstag die dortige Grundschule nach ihm benannt. Burckhardt gehört damit zu den wenigen Forstleuten, denen eine solche Ehre zuteilwurde.
- In seinem Wirkungsort Hann. Münden steht das denkmalgeschützte „Burckhardthaus“.[4] Zudem gibt es dort, wie auch in Hannover seit 1897,[2] ebenfalls eine Burckhardtstraße.
- In dem Dorf Kirchwehren bei Seelze wurde bereits 1880 südlich des Forsthauses am Rande des Bössels ein Stein zum Andenken Burckhardts aufgestellt.
- Die Stadt Hannover errichtete in ihrem Stadtwald, der „vorderen Eilenriede“,[2] zu seinen Ehren ein von Carl Dopmeyer 1889 geschaffenes Denkmal, einen „Granitobelisk mit Reliefportrait“.[2]
- Leicht abseits eines (Wald)wanderweges in Bad Rehburg steht auch ein Gedenkstein mit dem Schriftzug H. Burckhardt auf der Vorderseite und 1880 auf der Rückseite.[5]
- Burkhardtshöhe ist eine Bergspitze im Sackwald in der Nähe von Woltershausen. Dort stehen eine Gedenktafel und eine Sitzbank; der Blick ins Tal ist allerdings heute nicht mehr möglich, was früher sicherlich der Fall war.
- Heinrich Burckhardt Platz im Deister, Barsinghausen. Stein mit Aufschrift „Dr. Heinr. Burckhardt Platz, 1880“

## Schriften (Auswahl)

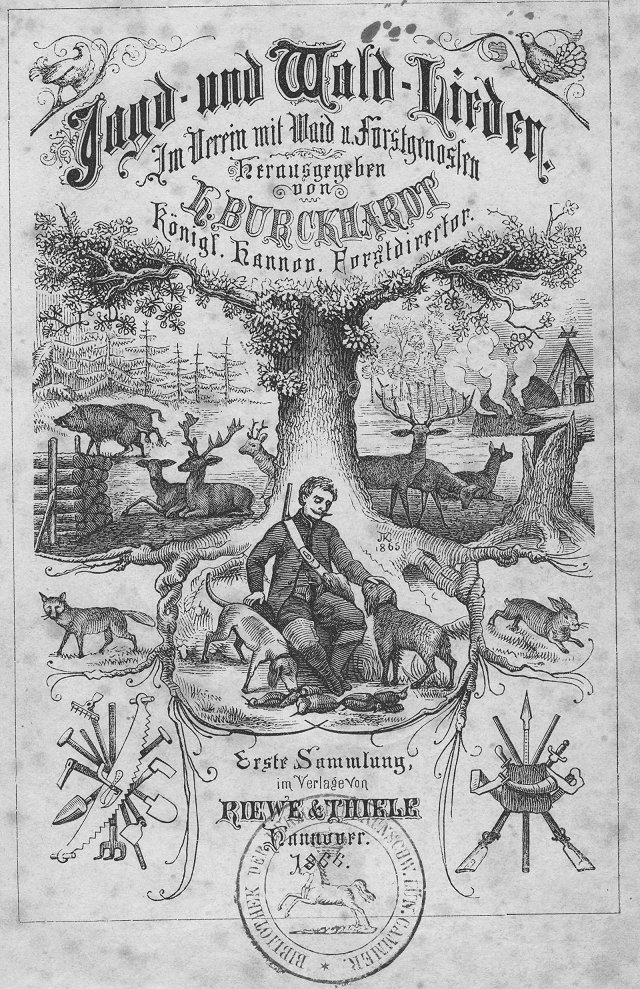
Deckblatt des Buches Jagd- und Waldlieder von Heinrich Christian Burckhardt (Erstausgabe 1866)

- Säen und Pflanzen nach forstlicher Praxis: ein Beitrag zur Holzerziehung, Hannover: Rümpler, 1855 – Burckhardts bedeutendstes Werk, welches bis 1893 in sechs Auflagen erschien, Digitalisat
- Der Waldwerth in Beziehung auf Veräusserung, Auseinandersetzung und Entschädigung, Hannover: Rümpler, 1859, Digitalisat
- Die forstlichen Verhältnisse des Königreichs Hannover, 1864, Digitalisat
- Jagd- und Waldlieder, 1866 (Reprint unter dem Titel Burckhardt's Jagd- und Waldlieder. Allgemeines Deutsches Lieder- und Kommersbuch für Forstmänner, Jäger und Jagdfreunde, Weltbild, Augsburg 1999, ISBN 3-8289-6602-0)
- Zur Dampfpflugkultur. In: Aus dem Walde V, Hannover 1874, S. 192–198.
- Ueber die Dampfpflugkultur zum forstlichen Anbau von Heidflächen. In: Aus dem Walde VI, Hannover 1875, S. 150–158
- Ueber Dampfpflugkultur zum forstlichen Anbau von Heiden, besonders im Forstdistrikte Osterbrock bei Meppen im Hannoverschen. In: Aus dem Walde VII, Hannover 1876, S. 246–254

Daneben war Burckhardt auch Begründer und Herausgeber der Schriftenreihe Aus dem Walde. Mittheilungen in (10) zwanglosen Heften (1865–1881). Aus dem Walde ist noch heute die Mitteilungsschrift der Niedersächsischen Landesforstverwaltung.